# Áreas protegidas da Espanha

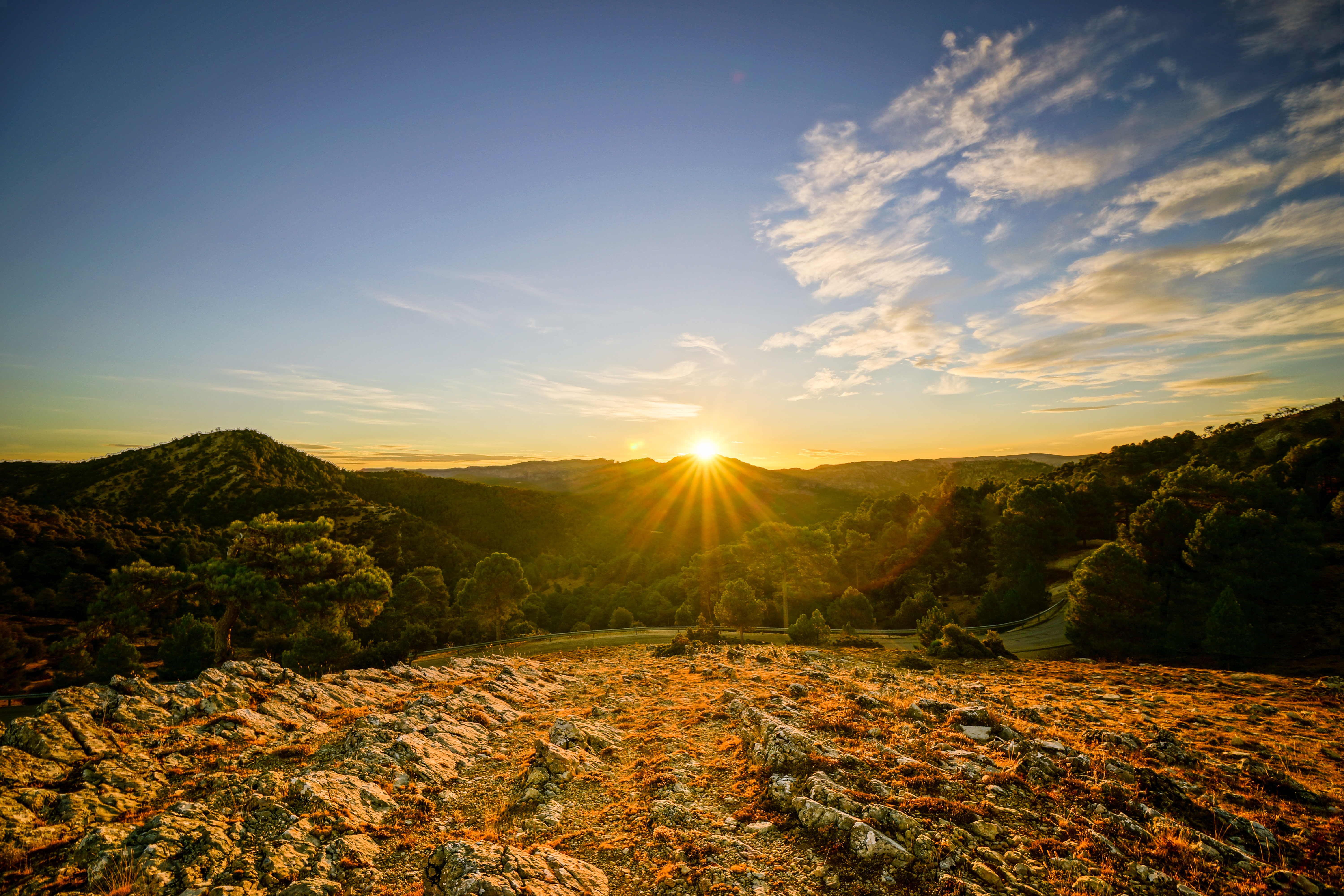
Nascer do sol no Parque Natural das Serras de Cazorla, Segura e Las Villas
Parque natural das Serras de Cazorla, Segura e Las Villas, a maior área protegida espanhola.

As áreas protegidas da Espanha são um conjunto de áreas protegidas criadas pela sociedade espanhola em seu conjunto, articulando esforços que garantam a vida animal e vegetal em condições de bem-estar, isto é, a conservação da natureza, bem como a manutenção dos processos ecológicos necessários para sua preservação e o desenvolvimento do ser humano.

## Objetivos e números
As áreas protegidas contribuem à conservação do património natural e cultural do país, e ajudam a reduzir as pressões causadas por algumas atividades humanas sobre esses ambientes. Nelas, o impacto se reduz a uma expressão controlada, e portanto essas áreas constituem lugares de referência para apreciar os benefícios da proteção da natureza.
O maior espaço protegido da Espanha é o Parque Natural das Serras de Cazorla, Segura e Las Villas, na província de Xaén, onde nasce o rio Guadalquivir. Cerca de 9,1% da superfície de Espanha é protegida, sendo as Ilhas Canárias a comunidade autónoma com mais áreas protegidas relativas, com 42%, seguida da Cataluña com 21,51% e da Andaluzia com 18,92%. No entanto, em números absolutos é a comunidade andaluza a que mais contribui para o total, com 36% das áreas protegidas espanholas.
Apesar de que Espanha contém um 50% do total biológico de Europa, segundo um estudo da revista Conservation biology sua superfície marítima e terrestre protegida é insuficiente. Isso é mais evidente quanto ao espaço marinho, e apenas 3% do espaço marinho espanhol é minimamente protegido.

## Categorias
Diferentemente do que é costume em outros lugares, as categorias de espaços naturais protegidos da Espanha (Lei 4/1989) não se baseiam em níveis maiores ou menores de proteção, pelo que o parque nacional não é a figura de maior proteção. Baseia-se em suas funções e características que são:
- Parques: áreas naturais, pouco transformadas pela exploração ou ocupação humana que, em razão da beleza de suas paisagens, da representatividade de seus ecossistemas ou de sua flora, de sua fauna ou de suas formações geomorfológicas, possuem valores ecológicos, estéticos, educativos e científicos cuja conservação merece atenção preferencial. Um Parque Nacional recebe esse nome por ser de interesse nacional, ou seja, em virtude de ser representativo do património natural nacional e de incluir algum dos principais sistemas naturais espanhóis.
- Reservas naturais: espaços naturais cuja criação tem como finalidade a proteção de ecossistemas, comunidades ou elementos biológicos que, por seu rareza, fragilidade, importância ou exclusividade, merecem uma valoração especial.
- Monumentos naturais: espaços ou elementos da natureza constituídos basicamente por formações de notória exclusividade, rareza ou beleza, que merecem ser objeto de uma protecção especial.
- Paisagens protegidas: lugares concretos do meio natural que, por seus valores estéticos e culturais, sejam merecedores de uma protecção especial.